# Малая Офирна
Малая Офирна (укр. Мала Офірна) — село, входит в Фастовский район Киевской области Украины.
Население по переписи 2001 года составляло 310 человек. Почтовый индекс — 08523. Телефонный код — 4565. Занимает площадь 0,76 км². Код КОАТУУ — 3224984203.
Вблизи села находится курганный могильник, состоящий из семи курганов скифского периода (VI век до н. э.)

## Местный совет
08523, Київська обл., Фастівський р-н, с.Мала Снітинка, вул.Гагаріна,134